# وحید خشتان
وحید خشتان (زادهٔ ۱ فروردین ۱۳۷۱ - یاسوج) بازیکن فوتبال اهل ایران و باشگاه فوتبال شهر راز است که در پست وینگر بازی می‌کند.